# Bombový útok v Hyde Parku a Regent's Parku

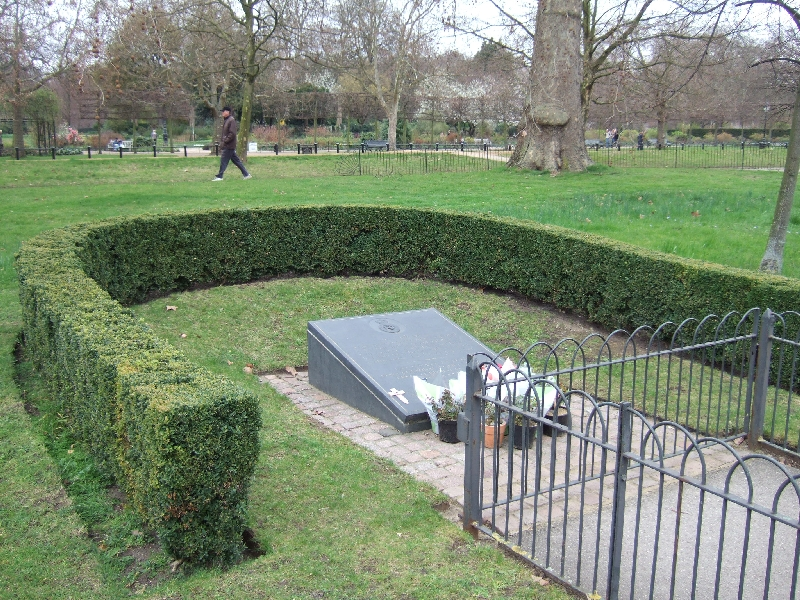
Pomník kavalérie v Hyde Parku

Bombový útok v Hyde Parku a Regent's Parku se odehrál 20. července 1982 v Londýně. Členové Prozatímní irské republikánské armády odpálili dvě nálože během vojenských přehlídek Britské armády v Hyde Parku a Regent's Parku v centru Londýna.
Exploze celkem usmrtily 11 vojáků: čtyři příslušníky královské jezdecké stráže v Hyde Parku a sedm členů vojenské kapely Královských zelenokabátníků v Regent's Parku. Při útoku v Hyde Parku bylo usmrceno také sedm koní. Celkově bylo při útocích zraněno osmnáct vojáků, jeden policista a tři civilisté. 

## Trestní stíhání
V roce 1987 byl z útoku v Hyde Parku usvědčen Gilbert „Danny“ McNamee a odsouzen k 25 letům vězení. Po dvanácti letech věznění byl propuštěn na základě Velkopáteční dohody a jeho usvědčení anulováno.         
V roce 2013 byl z vražd v Hyde Parku obviněn John Downey. Soudní líčení ale uvázlo poté, co Downey prokázal, že mu severoirská policie omylem přislíbila, že za své činy nebude stíhán. Za výbuch v Regent's Parku nebyl zatím nikdo stíhán.